# Bold As Love
«Bold As Love» es una canción escrita por el guitarrista Jimi Hendrix, es el tema final y el que da título al álbum de 1967 Axis: Bold As Love de la banda The Jimi Hendrix Experience.

## Letra y sonido
Hendrix que fue autodidacta, no sabía leer música, y como tal, a menudo componía sus canciones con la experiencia musical y emocional que sentía. La letra refleja lo que el sentía en ese momento (Hendrix declaró, en explicación de su color, la emoción en la interpretación) "Anger is purple; I'm purple with rage..." ("La ira es de color púrpura, yo soy púpura con rabia ...").
La pieza también tiene elementos de una canción de amor, como Hendrix explicó que su uso del color dentro de la canción es como "... explicar sus emociones en diferentes colores.
De este tema destaca el suave crescendo de su intensidad sonora y, sobre todo, el solo final, de más de 2 minutos, que arranca en el minuto 1:50 y que, en el minuto 2:48 se ve dramáticamente aderezado con un efecto "flange" que descubrió su productor musical al desfasar con el dedo el giro de uno de los cabezales de la grabadora. La guitarra brama a través del amplificador Marshall plexi gracias al extra de ganancia que le daba el pedal fuzz face a su Fender Stratocaster.

## Grabación
La canción fue grabada en una casetera. Después de que la grabación original estaba terminanda, Hendrix vuelve a copiar la canción y le agrega las partes de bajo. Los ingenieros de grabación Eddie Kramer y George Chkiantz introdujeron por partes el sonido estéreo, que Hendrix llamó el sonido que había "esuchado en sus sueños".
Noel Redding había dicho que la canción se había dado muy bien para el grupo, sin embargo, tuvieron que realizar 27 tomas para el resultado final en la grabación. La toma 24 puede ser escuchada en el box set.

## Versiones
- El guitarrista John Mayer ha tocado la canción en varios de sus conciertos.
- El también guitarrista Eric Johnson toco esta canción en vivo para su álbum Tribute to Jimi Hendrix.
- La banda española On Fire hace una versión de esta canción grabada en estudio, tocándola también en directo.

## Personal
- Jimi Hendrix – voz principal, guitarra eléctrica, clavecín
- Mitch Mitchell – batería
- Noel Redding – bajo